# Philipp Leferenz

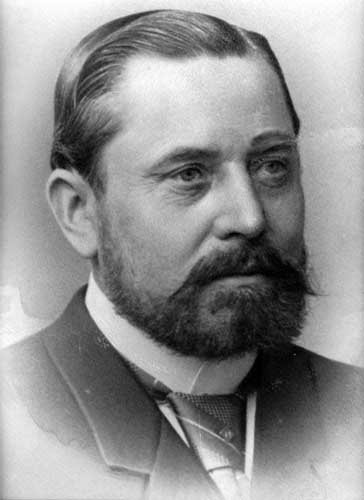
Philipp Leferenz

Philipp Leferenz (* 21. März 1888 in Heidelberg; † 1942 im Osten) war ein deutscher Unternehmer in Heidelberg.

## Leben
Leferenz besuchte das Markgrafen-Gymnasium Karlsruhe. Nach dem Abitur studierte er an der Technischen Hochschule Karlsruhe und an der Universität Paris. Zu Beginn seines Studiums wurde er 1907 Mitglied der Landsmannschaft Suevia Karlsruhe. Nach dem Ingenieurexamen war er in verschiedenen Stellungen im In- und Ausland praktisch tätig. In Dossenheim wurde er 1914 Mitinhaber des väterlichen Porphyrwerks, das 1885 als Gründer der Heidelberger Straßen- und Bergbahn hervorgetreten war und bis in die 1980er Jahre als überregional agierender Produzent für Porphyr Bedeutung hatte. Der inzwischen stillgelegte Porphyrsteinbruch Leferenz ist heute ein Wahrzeichen von Dossenheim. Auch wurde Leferenz Mitinhaber der Hartsteinwerke Vulkan in Haslach im Kinzigtal. Er war Mitglied der nachmaligen Industrie- und Handelskammer Rhein-Neckar und des Schlichtungsausschusses beim Oberversicherungsamt. Er saß im Aufsichtsrat der Odenwälder Hartstein-Industrie AG in Darmstadt (seit 1931) und der Kurpfälzer Textilwerke AG in Mannheim. Als Major im Heer fiel (oder starb) er 1942 im Deutsch-Sowjetischen Krieg. Für ihn wurde der Heidelberger Fabrikdirektor Chlodwig Kammerscheid in den Aufsichtsrat der Kurpfälzer Textilwerke gewählt. Im Aufsichtsrat der Odenwälder Hartstein-Industrie folgte ihm sein Schwager Hermann Peters, Fabrikant in Heidelberg und Ehemann der Schwester Margarethe Leferenz.

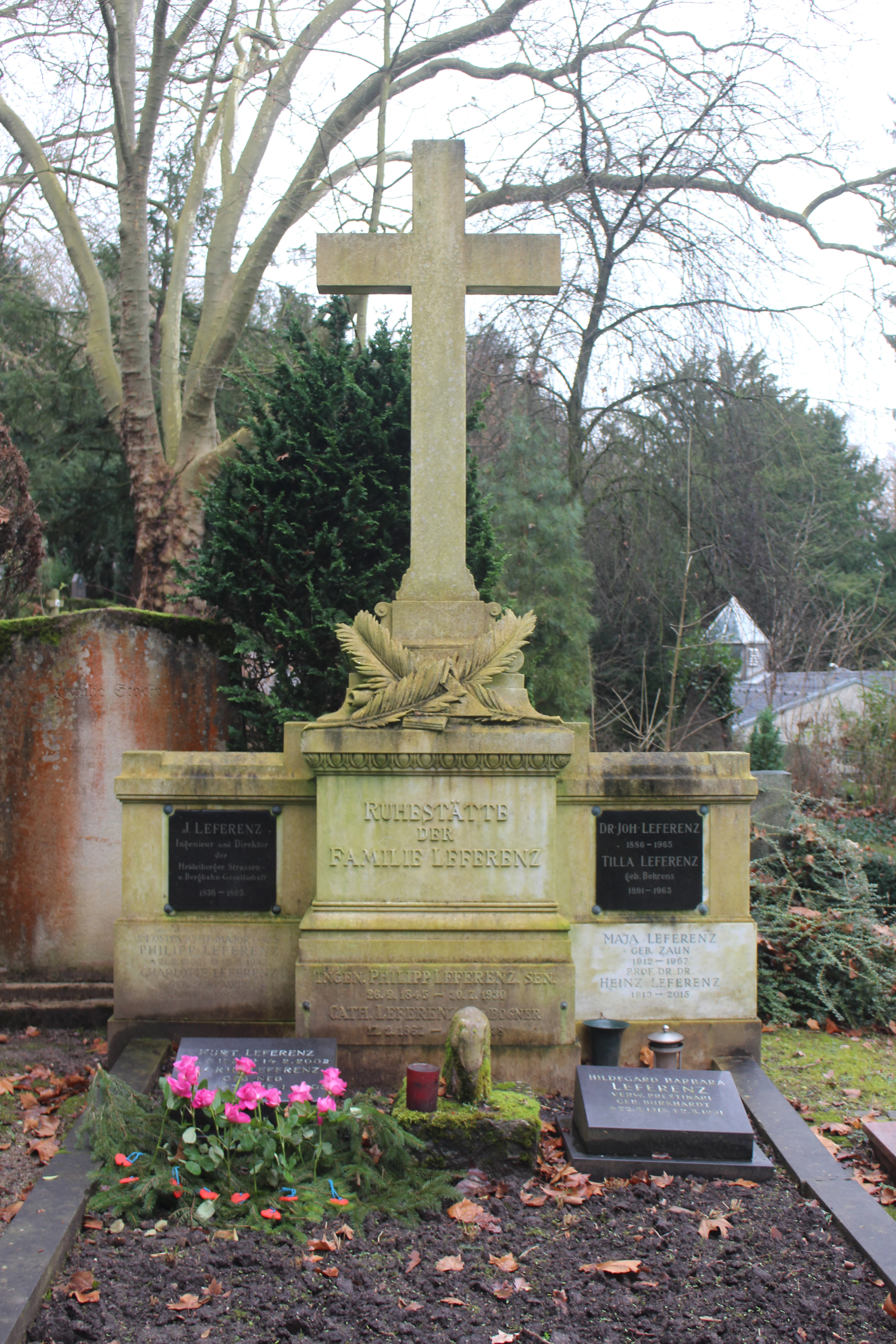
Grabstätte der Gebrüder Leferenz und Familie, Bergfriedhof Heidelberg

## Sonstiges
Philipp Leferenz war Mitglied des Verwaltungsrats der Heidelberger Museumsgesellschaft. Er erhielt die Lebensrettungsmedaille.